# Milena Vicenová
 (février 2025).
Si vous disposez d'ouvrages ou d'articles de référence ou si vous connaissez des sites web de qualité traitant du thème abordé ici, merci de compléter l'article en donnant les références utiles à sa vérifiabilité et en les liant à la section « Notes et références ».
Milena Vicenová, née le 12 août 1955 à Přerov, est une diplomate et femme politique tchèque.
En 2007, elle est nommée ambassadrice de la République tchèque auprès de l'Union européenne.